# تیم ملی بسکتبال عربستان سعودی
تیم ملی بسکتبال عربستان سعودی نماینده عربستان در مسابقات بین‌المللی بسکتبال است. این تیم از سال ۱۹۶۴ عضو فیبا شده‌است. رنگ روشن آن سفید و تیره آن سبز پر رنگ است.